# Национальное объединение независимых
Национальное объединение независимых (араб. التجمع الوطني للأحرار‎; бербер. ⴰⴳⵔⴰⵡ ⴰⵏⴰⵎⵓⵔ ⵢ ⵉⵏⵙⵉⵎⴰⵏⵏ; фр. Rassemblement National des Indépendants, RNI) — политическая партия Марокко. Партия имеет опыт сотрудничества с двумя другими партиями либеральной ориентации, Народным движением и Конституционным союзом, с 1993 года.

## История
Партия была основана в 1978 году премьер-министром Ахмедом Османом, зятем короля Хасана II.
Истеблишмент объединил независимых политиков, которых поддерживал дворец и которые использовались администрацией для противодействия партиям, критиковавшим короля и его правительство. Позже она стала обычной партией без особой роли в многопартийной системе Марокко. Её сменил Конституционный союз — партия-фаворит при дворце.
На парламентских выборах, состоявшихся 27 сентября 2002 года, партия получила 41 из 325 мест. На следующих парламентских выборах, состоявшихся 7 сентября 2007 года, RNI получила 39 из 325 мест. RNI вошла в состав правительства премьер-министра Аббаса Эль-Фасси, сформированного 15 октября 2007 года. После выборов 2016 года партию возглавил миллиардер Азиз Аханнуш, при котором у неё были закреплены молодёжное, женское и студенческие крылья.
На всеобщих выборах 2021 года RNI заняла первое место, получив 102 места на фоне сокрушительного поражения правящей Партии справедливости и развития.

## Выдающиеся члены партии
- Ахмед Осман, основатель
- Салахеддин Мезуар, министр правительства (2007—2012) и нынешний генеральный секретарь партии.
- Монсеф Белхаят, министр правительства (2009—2012)
- Амина Бенхадра, министр правительства (2007—2012)
- Ясир Знагуй, министр правительства (2010—2011). Покинул партию в конце 2011 года после того, как король назначил его советником в Королевском кабинете министров.
- Азиз Аханнуш, министр и премьер-министр, в настоящее время в должности (2021-). Вышел из партии 2 января 2012 года, чтобы войти в правительство Абделилы Бенкирана в качестве независимого лица.